# Peep and the Big Wide World
Peep and the Big Wide World ist eine kanadisch-amerikanische Zeichentrickserie. Die Erstausstrahlung erfolgte am 12. April 2004 auf TVOKids (Kanada) und PBS Kids (USA) sowie Children’s Independent Television und Tiny Pop (Großbritannien)/Nick Jr. (Großbritannien).

## Handlung
Die Zuschauer folgen Peep, Chirp und Quack, während sie die Welt um sich herum untersuchen und erkunden. Nach dem 9-minütigen animierten Segment gibt es ein 2-minütiges Live-Action-Segment, in dem Kinder dasselbe Thema erkunden und demonstrieren, was im animierten Segment vorgestellt wurde. In der Animation überwiegen helle Farben und einfache Formen. Die Sendung beschäftigt sich mit den kleinen und großen Dingen, die im Leben der Vorschulkinder auftauchen.

## Produktion und Veröffentlichung
Die Serie entstand bei WGBH-TV, 9 Story Entertainment, TVOntario, und Discovery Kids. Regie führten Vadim Kapridov und Rick Marshall, wobei Kapridov auch die künstlerische Leitung übernahm. Die Idee zur Serie stammt von Kaj Pindal. Die Musik komponierte Kaj Pindal und die verantwortliche Produzentin war Marisa Wolsky. Insgesamt entstanden 60 Folgen mit je 22 Minuten.
Die erste Staffel wurde vom 12. April bis 17. Mai 2004 bei PBS, TVOKids, TLC und Discovery Kids gezeigt. Es folgten in den Jahren 2005, 2007, 2010 und 2011 weitere fünf Staffeln.

## Synchronisation
| Rolle      | Originalsprecher                                                    |
| ---------- | ------------------------------------------------------------------- |
| Peep       | Scott Beaudin Shawn Molko (4. Staffel) Maxwell Uretsky (5. Staffel) |
| Chirp      | Amanda Soha                                                         |
| Quack      | Jamie Watson                                                        |
| Erzählerin | Joan Cusack                                                         |